# Record of Youth
Record of Youth (en hangul, 청춘기록; en hanja, 青春紀錄; romanización revisada, Cheongchungirok), es una serie de televisión surcoreana. Se estrenó el 7 de septiembre de 2020 a través de tVN en Corea del Sur. A nivel mundial está disponible en el servicio de streaming Netflix.

## Reparto

### Principal
- Park Bo-geom como Sa Hye-joon.
- Park So-dam como Ahn Jung-ha.
- Byeon Woo-seok como Won Hae-hyo.
- Kwon Soo-hyun como Kim Jin-woo.[1]

### Recurrentes

#### Familia de Hye-joon
- Ha Hee-ra como Han Ae-sook, la madre de Hye-joon.
- Han Jin-hee como Sa Min-gi, el abuelo de Hye-joon.
- Park Soo-young como Sa Young-nam, el padre de Hye-joon.[2]
- Lee Jae-won como Sa Kyung-joon, el hermano mayor de Hye-joon.

#### Familia de Hae-hyo
- Shin Ae-ra como Kim Yi-young, la madre de Hae-hyo.[3]
- Seo Sang-won como Won Tae-kyung, el padre de Hae-hyo.
- Cho Yoo-jung como Won Hae-na, la hermana menor de Hae-hyo.

#### Familia de Jin-woo
- Jung Min-sung como Kim Jang-man, el padre de Jin-woo.
- Park Sung-yeon como Lee Kyung-mi, la madre de Jin-woo.
- Jang Yi-jung como Kim Jin-ri, la hermana mayor de Jin-woo.

### Otros
- Shin Dong-mi como Lee Min-jae.
- Lee Chang-hoon como Lee Tae-soo.[4]
- Park Se-hyun como Choi Soo-bin, compañera de trabajo de Jung-ha.[5]
- Yang So-min como directora del salón.
- Cho Ji-seung como Jin Joo.
- Im Ki-hong como Yang Moo-jin
- Kim Kang-min como un aspirante a modelo (ep. 2)
- Kim Min-chul como Chi-young, primero actor y luego el asistente de Hye-joon.[6][7]

### Apariciones especiales
- Kim Hye-yoon como Lee Bo-ra, maquilladora (ep. 1).
- Kim Geon-woo como Park Do-ha (ep. 1, 4).
- Lee Seung-joon como Charlie Jung (ep. 1-2).[8]
- Lee Hae-woon como PD (ep.1).
- Kim Min-sang como director (ep.1).
- Seol In-ah como Jung Ji-ah, la exnovia de Hye-joon.
- Bae Yoon-kyung como Kim Soo-man, una periodista (ep. 8).[9]
- Seo Hyun-jin como Lee Hyun-soo, una actriz (ep. 8–9).
- Park Seo-joon como Song Min-soo, un actor (ep. 9–10).
- Kang Han-na como Jessica, la presentadora de los OVN Drama Awards (ep. 9).
- Lee Sung-kyung como Jin Seo-woo (ep. 12).
- Lee Hye-ri como Lee Hye-ji (ep. 13).
- Choi Soo-jong como un visitante del supermercado (ep. 14).[10]

## Banda sonora

### Parte 1
| Lanzado: 7 de septiembre de 2020 |              |                           |                           |                       |          |  |
| N.º                              | Título       | Letras                    | Música                    | Artista               | Duración |  |
| 1.                               | «Go»         | Nam Hye-seung, Surf Green | Nam Hye-seung, Surf Green | Seungkwan (Seventeen) | 3:34     |  |
| 2.                               | «Go» (Inst.) |                           | Nam Hye-seung, Surf Green |                       | 3:34     |  |

### Parte 2
| Lanzado: 14 de septiembre de 2020 |                             |                                      |                           |         |          |  |
| N.º                               | Título                      | Letras                               | Música                    | Artista | Duración |  |
| 1.                                | «You're In My Soul»         | Nam Hye-seung, Surf Green, Jello Ann | Nam Hye-seung, Surf Green | Chungha | 3:28     |  |
| 2.                                | «You're In My Soul» (Inst.) |                                      | Nam Hye-seung, Surf Green |         | 3:28     |  |

### Parte 3
| Lanzado: 22 de septiembre de 2020 |                        |               |                            |                |          |  |
| N.º                               | Título                 | Letras        | Música                     | Artista        | Duración |  |
| 1.                                | «Every Second»         | Nam Hye-seung | Nam Hye-seung, Honey Noise | Baekhyun (EXO) | 3:33     |  |
| 2.                                | «Every Second» (Inst.) |               | Nam Hye-seung, Honey Noise |                | 3:33     |  |

## Premios y nominaciones
| Año  | Categoría                               | Premio                   | Nominado     | Resultado |
| ---- | --------------------------------------- | ------------------------ | ------------ | --------- |
| 2021 | Best Screenplay                         | 57th Baeksang Arts Award | Ha Myung-hee | Nominado  |
| 2020 | Excellence Award, Actor in a Miniseries | 7th APAN Star Award      | Park Bo-gum  | Nominado  |